# Ашагы-Агджаязы
Ашагы-Агджаязы́ (азерб. Aşağı Ağcayazı) — село в Агдашском районе Азербайджана.

## Этимология
Название происходит от названия села Агджаязы (нынешнее Юхары-Агджаязы) и слова «ашагы» (нижний). В переводе на русский — Нижние Агджаязы.

## История
Село основано в начале XX века переселенцами из села Агджаязы, по причине родовых разногласий.
В 1926 году согласно административно-территориальному делению Азербайджанской ССР село относилось к дайре Агдаш Геокчайского уезда.
После реформы административного деления и упразднения уездов в 1929 году был образован Юхарыколгатинский сельсовет в Агдашском районе Азербайджанской ССР.
Согласно административному делению 1961 года село Ашагы-Агджаязы входило в Юхарыколгатинский сельсовет Агдашского района Азербайджанской ССР. С 1971 года село Ашагы-Агджаязы входит в состав Дахнахалилского сельсовета.
В 1999 году в Азербайджане была проведена административная реформа и был учрежден Юхары-Агджаязинский муниципалитет Агдашского района. 30 мая 2014 года Юхары-Агджаязинский муниципалитет был ликвидирован, а село вошло в состав Дахнахалилского муниципалитета.

## География
Через село протекают река Шекилиарх и Верхне-Ширванский канал.
Село находится в 9 км от райцентра Агдаш и в 238 км от Баку. Ближайшая ж/д станция — Ляки.
Высота села над уровнем моря — 69 м.

## Население
| Численность населения |
| 1979                  |
| --------------------- |
| 500                   |

## Климат
| Показатель                                             | Янв. | Фев. | Март | Апр. | Май  | Июнь | Июль | Авг. | Сен. | Окт. | Нояб. | Дек. | Год  |
| ------------------------------------------------------ | ---- | ---- | ---- | ---- | ---- | ---- | ---- | ---- | ---- | ---- | ----- | ---- | ---- |
| Средний суточный максимум, °C                          | 6,9  | 8,2  | 12,5 | 20,4 | 25,4 | 29,8 | 33,3 | 32,2 | 28   | 20,9 | 14,2  | 9,1  | 20,1 |
| Средняя температура, °C                                | 2,9  | 4,2  | 8    | 14,6 | 19,5 | 23,9 | 27,1 | 26,0 | 22,1 | 15,8 | 10    | 5,1  | 14,9 |
| Средний суточный минимум, °C                           | −1,1 | 0,2  | 3,6  | 8,9  | 13,7 | 18   | 20,9 | 19,8 | 16,3 | 10,7 | 5,9   | 1,1  | 9,9  |
| Норма осадков, мм                                      | 25   | 31   | 36   | 43   | 58   | 44   | 24   | 27   | 28   | 57   | 34    | 27   | 434  |
| Источник: https://en.climate-data.org/location/955037/ |      |      |      |      |      |      |      |      |      |      |       |      |      |

Среднегодовая температура воздуха в селе составляет +14,9 °C. В селе семиаридный климат.

## Инфраструктура
В 2015 году в село налажена поставка природного газа.